# Palaemnema abbreviata
Palaemnema abbreviata là loài chuồn chuồn trong họ Platystictidae. Loài này được Kennedy mô tả khoa học đầu tiên năm 1938.